# Прядь о Торстейне Мощь Хуторов
Прядь о Торстейне Мощь Хуторов (исл. Þorsteins þáttr bœjarmagns) — одна из «прядей об исландцах», характерной особенностью которой является обилие в сюжете сказочных элементов.

## Сюжет
Прядь представляет собой аллегорическое изображение христианизации Норвегии: исландец на службе у христианского короля Норвегии побеждает тёмные силы. Заглавный герой — сын исландского бонда, необычайно рослый и сильный, ставший дружинником у Олава Трюггвасона и периодически совершающий путешествия в поисках сокровищ для конунга. Прядь описывает его путешествия в подземный мир и в страны великанов — Ётунхейм и Рисаланд. Торстейн сопровождает конунга Рисаланда Годмунда в его поездке к конунгу Ётунхейма Гейррёду и поддерживает в его соперничестве с ётунами. В конце концов Гейррёд погибает вследствие волшебства, применённого Торстейном, и последний увозит с собой в Норвегию не только дары Годмунда для Олава Трюггвасона, но и дочь ярла ётунов Агди, которую берёт в жёны.

## Особенности
Сюжет пряди выглядит отчасти как параллель мифам о подвигах Тора, где христианин Торстейн занимает место языческого бога. В отличие от большинства прядей, Прядь о Торстейне Мощь Хуторов изображает фантастический мир, в котором живут великаны, гномы, эльфы, подземный король, мертвецы и т. п., а главный герой активно использует волшебство. Наряду с «Прядью о Хельги сыне Торира» Прядь о Торстейне Мощь Хуторов относят к тем исландским текстам, которые были созданы под явным влиянием континентальной литературы, а именно — произведений «бретонского цикла».

## История текста
Прядь была написана в конце XIII века. Текст сохранился в составе нескольких бумажных рукописей, датируемых XVII веком. Во всех этих кодексах прядь соседствует с рядом «саг о древних временах». Отсюда можно заключить, что составители таких компиляций традиционно причисляли прядь именно к этому жанру.